# Type 63 (carro armato)
Il Tipo 63 è un carro leggero anfibio cinese, basato chiaramente sul PT-76, il diffusissimo e assai apprezzato veicolo da esplorazione e combattimento sovietico.
Le sue carenze in potenza di fuoco e motrice sono state qui notevolmente migliorate. Esso ha avuto una diffusione minore, ma ha visto combattimenti in varie parti del mondo, in particolare pare che abbia affiancato il PT-76 durante la guerra del Vietnam, conducendo l'avanzata finale su Saigon.

## Potenza di fuoco
Il cannone da 76 mm della torretta biposto sovietica non era in grado di perforare i carri da combattimento medi-pesanti a causa del limitato potere distruttivo, e 2 uomini nella torretta non significavano un'efficienza combattiva ottimale, cosicché nel progetto derivato cinese è stata utilizzata una torretta diversa, forse quella del Type 62 (carro leggero "da montagna", che rappresenta una versione ridotta del T-54/55), che ha un cannone da 85 mm, una mitragliatrice pesante per la difesa ravvicinata, e 3 uomini di equipaggio.
Anche se il cannone da 85 mm è ancora poco efficace, persino con munizioni HEAT, contro macchine da 40 tonnellate e oltre, nondimeno esso ha delle possibilità di successo. I 3 uomini assicurano una maggiore efficienza essendo questo l'equipaggio tipico delle torri di carro armato, mentre la mitragliatrice cal. 12,7 è molto utile dal momento che normalmente i PT-76 non avevano nulla con cui difendersi da aerei ed elicotteri. A parte questo fatto, bisogna dire che, almeno originariamente, mancavano dispositivi di visione notturna, almeno questi disponibili nel caso del PT-76.

## Mobilità
Anche il motore è potenziato, 400hp contro 240, e mentre il mezzo sovietico era capace di appena 44 km/h su strada, qui è possibile raggiungere i 64, ovvero un valore pienamente accettabile e in linea con quello dei carri armati moderni. Anche la velocità garantita in acqua, data da idrogetti, è aumentata da 10 a 12 km/h. Non meno incrementata, nonostante la maggiore potenza, l'autonomia che passa da 240 km (insufficienti per un veicolo da ricognizione) a 370.

## Scafo
Lo scafo è sempre assai grande e spazioso, compartimentato anche internamente, e rappresenta uno dei pochi esempi di veicolo dell'est che offre un certo spazio all'equipaggio, grazie alle esigenze anfibie. La torretta ha una forma arrotondata che dovrebbe offrire migliore protezione della struttura tronco-conica del PT-76, per cui nell'insieme, ferme restando le limitazioni di protezione legate al peso, il Tipo 63 è di molto superiore al progenitore sovietico.

## Omonimi
Le designazioni cinesi per armi, artiglierie e carri armati indicano l'anno di entrata in servizio, e non è raro che si creino omonimi nel caso di armi entrate in servizio nello stesso anno.
- Tipo 63 è anche un mezzo antiaereo su scafo T-34
- Tipo 63 è anche il nome di un lanciarazzi multiplo a 12 canne